# Vilja und die Räuber
Vilja und die Räuber (Originaltitel: Me Rosvolat) ist ein finnischer Film von Marjut Komulainen, der auf einer Kinderbuchreihe von Siri Kolu basiert. Der Kinostart in Deutschland war am 3. September 2015.

## Handlung
Die 11-jährige Vilja wird in den Sommerferien versehentlich von einer finnischen Räuberfamilie entführt, gerade als sie von ihrer Schwester und dem Rest der Familie absolut genervt war und die Ferien drohten, stinklangweilig zu werden. Ihre neuen „Räuber-Eltern“ Karlo und Hilda freuen sich nun über die neue Spielkameradin für ihre beiden Kinder Kalle und Hele.
Anfangs denkt Vilja noch über ihre Flucht nach, je mehr Zeit sie allerdings bei den Räubern verbringt, desto besser gefällt es ihr dort. Vilja findet neue Freunde und genießt das Räuber-Leben, das daraus besteht, mit dem Kleinbus durch das Land zu reisen. Schließlich unterstützt sie die Räuber auch bei einem Räuberwettkampf.

## Kritik
Der Filmdienst kritisierte, die „dramaturgisch wie inszenatorisch lieblose Kinderbuchadaption“ schaffe es nicht, den „Reifungsprozess eines Mädchens glaubhaft und sinnlich nachvollziehbar zu vermitteln“. Darüber hinaus würden „[s]lapstickhaft agierende, klischeehafte Erwachsenenfiguren […] das Vergnügen an dem hölzernen Film zusätzlich ein[schränken]“.